# 韦诺之战
《韦诺之战》（英語：The Battle for Wesnoth）是一款开放源代码、跨平台的回合制策略遊戲。
David White于2003年制作了《韦诺之战》。游戏的创意来自于世嘉平台上的《Master of Monsters》和《梦幻模擬战》，也有《Fantasy General》的痕跡。作者希望创作一款符合KISS原则，且具有挑战性和趣味性的自由开源游戏（使用GPL v2协议发布）。

## 概览

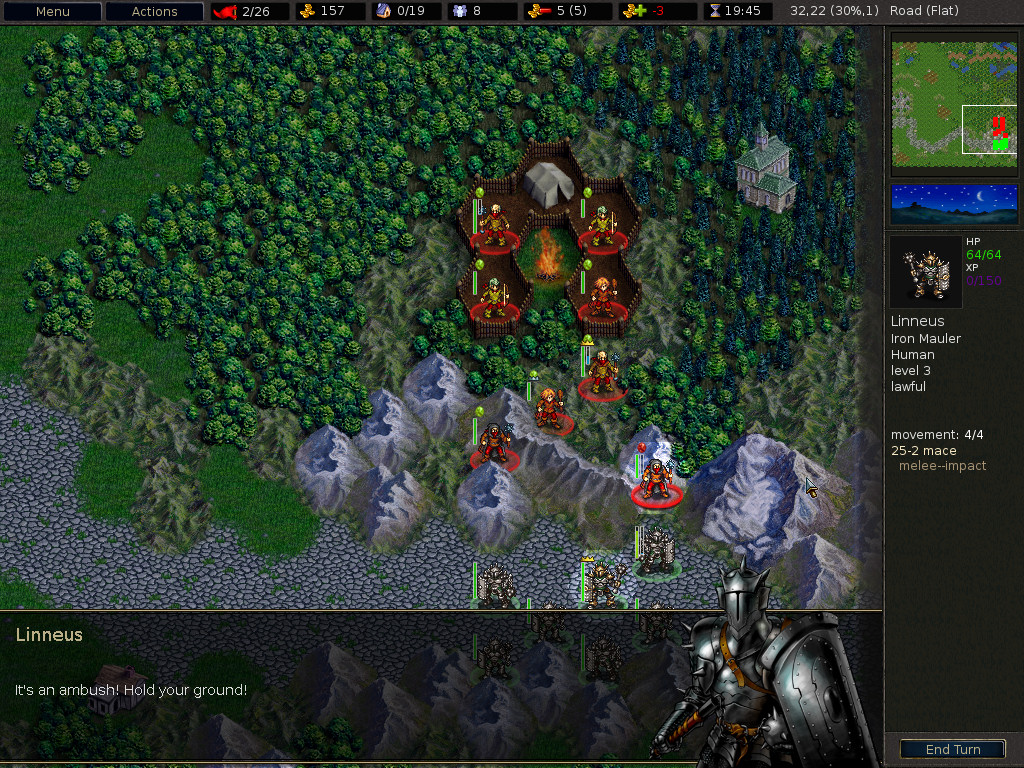
韦诺之战1.6的屏幕截图

《韦诺之战》是一个基于六边形地图的回合制策略游戏，可以进行单机战役、多人游戏等各种形式的比赛。游戏的中心哲学是KISS原则（释义：保持简单，傻瓜）——在接受新的想法时，不应使游戏更加复杂。
《韦诺之战》中的每个单位都有自己的优势和劣势。地形对一个单位的防御能力影响巨大，所以战斗单位所在的地形非常重要。两种攻击（近身和远程）、武器类型（剑刃，穿刺，冲击，寒冷，火焰，秘法）、地形适应性，以及昼夜循环往复，都影响着战略和战术。在战役中，单位可以提升等级变得更加强大，所以要在确保己方单位存活的同时防止敌方获得高级单位。
除了传统的对战，玩家还发展出Survival（守城，探险）、淘汰战等一系列游戏插件 add-on，有专门的 add-on 服务器运作，可以上传分享。
玩家可以容易地修改单位、战役、地图、规则等内容，這些內容的檔案格式大多是類似XML的Wesnoth Markup Language（WML），藉由一般的文字編輯器就可以編輯，另外也可以使用官方提供的專用軟體UMC IDE。

## 游戏背景
《韦诺之战》的遊戲背景是在一个奇幻世界。玩家用不同的单位组成军队，它们来自不同的种族，比如人类、精灵、矮人、兽人、龙族，还有许多其他令人惊讶的种族。这包括许多自定义的种族，因为任何人都可以修改游戏、创建一个全新的种族。
游戏的名称“韦诺（Wesnoth）”最初由游戏的创建者用多个音节合并创造，他认为这听起来很像一个幻想的大陆。当这个项目变得更大、更复杂时，开发者们为这个名称创造了一个虚构的词源：在韦诺大陆上的居民来自西部（west）和北部（north），成为“Westnorth”，最终演变为Wesnoth。这个词源在战役《韦诺的崛起》（The Rise of Wesnoth）中得到了解释。

### 种族
《韦诺之战》当前有六个默认的阵营：

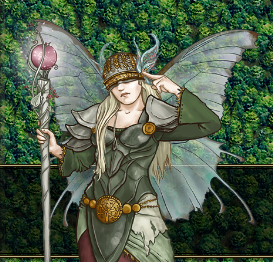
《韦诺之战》贡献者Kathrin Polikeit创作的空气精灵图像，纳入了游戏。

- 反抗者：主要由精灵单位组成，还包括树人和法师。反抗者们非常灵活，大多数一级单位拥有近战和远程攻击。精灵可以忽视昼夜的影响，且在森林中拥有较高的防御力。他们的速度一般都很快，但在大多数其他地形中稍弱于其他阵营的单位。
- 纳尔迦联盟：缓慢但是健壮的矮人，与一些人类不法之徒结盟，前者拥有很强的近战能力，后者在黑暗的洞穴中拥有更好的攻击力。一般来说，矮人可以在山脉和丘陵中获得较高的防御力。同时，矮人穿越洞穴的能力要高于其他种族，而且可以忽视昼夜的影响。尽管在开放的地形中很容易被攻击，但其人类盟友在这些地形中可以更好地战斗。此阵营的单位种类是最多的。
- 保皇派：主力为人类骑兵、法师和步兵，他们在白天可以更好地战斗，与人鱼是盟友。他们是最多样化的阵营，尽管单位种类略少于纳尔迦联盟。
- 北方民族：一个由兽人和地精组成的集团，跟随着巨魔，还有娜迦盟友。招募兵员便宜，蛮力大，在晚上攻击力更强，多数单位只需少量经验值就可以升级。这些单位在穿越山丘时往往移动性更强。
- 不死族：不死族很容易受到火焰、冲击和秘法的攻击，但对于剑刃，穿刺，尤其是寒冷伤害，都有较强的防御。不死族依靠容易获得的魔法和毒药进行攻击。有些单位在攻击敌人时恢复自己的生命值，而且大多数都可以免疫中毒。不像其他种族，大多数不死族单位没有特质和自己的名字。
- 龙族：龙的后裔，在白天有更高的攻击力。大多数可以飞，可以喷射火焰。他们的蜥蜴盟友速度更快，更喜欢在沼泽地区和夜间战斗，尽管他们与龙族一样易受到寒冷攻击的伤害。龙族是机动性最强的种族，但是庞大的身躯难以规避攻击。

种族中确切的单位，以及种族名称，基于不同的时代或战役改变。上面的种族都在“默认”时期，一般用于多人联网对战，它有一个扩展为“英雄时代”，可以直接征募进阶单位。
一些用户创建的种族，在一些在非官方“时代”中组合到一块。比如说，“帝国时代”包括土匪、野地精灵，具有独立完整的阵营和能力架构。

### 战役

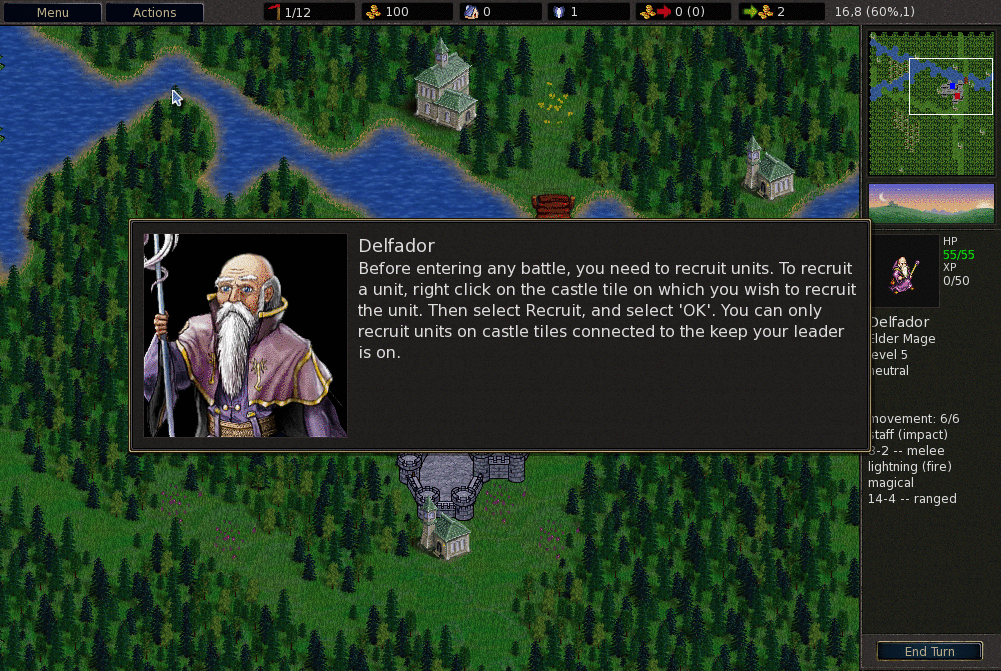
0.9.6版本中游戏教程的指示

《韦诺之战》中的一个战役，即是一个故事。当然，有些战役在时间和剧情上有一定的联系。每个战役有多种级别的难度。如果要获得更多的战役，可以通过点击“下载插件”按钮连接到官方的战役服务器。下列自带战役不少曾作为插件发布。
下面是稳定版本1.16.0自带的一些战役介绍：
- 王位繼承人：一个年轻的继承人——科纳德，与精灵和其他种族结盟，从邪恶的女王艾斯威勒手中夺回王位，艾斯威勒拥有忠诚的军队和一群兽人雇佣军。这是韦诺之战最早的战役，韦诺之战的不少重要人物从这里产生。
- 救援計畫：一个邪恶的巫师给小村庄Maghre和村里的居民带来了威胁。村里的法师向他的勇士兄弟写信求助，但事情的发展并不像预料的那样？你能帮忙吗？
- 南疆哨所：一个青年骑士——迪奥兰，被派去接管南疆哨所，率领军队与歹徒和不死族作斗争。这个战役是介绍韦诺基础的。
- 自由：一些边境的困难村庄揭竿而起，他们反对艾斯威勒女王的暴政。为了自由，离开了背叛他们的韦诺王国，于是他们不但要和韦诺正规军交战，还不得不面对兽人、亡灵等敌人。由埃里克·雷蒙维护。
- 韋斯米爾傳奇：这是一个关于卡倫茲的传说，在第二次兽人入侵大陆之后这位高阶的精灵领主重振了他的人民，他是精灵历史上最著名的英雄。
- 東部入侵：在这个战役中，一名皇家军队的军官被派往东方边境，试图从不死族的入侵中拯救韦诺王国。
- 瑟薩剛之錘：一支来自Knalga的探险队贯穿北国，去搜寻传说中的瑟斯冈之锤。（由著名的黑客，开源的拥护者埃里克·雷蒙编写）
- 堕入黑暗：一个年轻的法师要从兽人的袭击下拯救他的人民。 这个战役拥有一个独特的结尾。
- 迪法多回憶錄：韦诺即将不可逆转地陷入混乱，觅食的兽族渡过大河涌向南方，还有致死的神秘生物在夜晚游荡。那幽灵般的伊利亚·玛拉是谁？你能在他毁灭韦诺众生前阻止他吗？
- 死亡之海：你是年轻的凯·克莱利斯——上届人鱼国王之子。一个邪恶的巫师把你的子民转化成不死奴隶！带领你的部下完成你的使命：寻求一位强大女巫的帮助，请她帮你对抗邪恶。北部群岛附近的海洋危机四伏，只有机敏而勇敢的人才能生存下来。另外，在开始冒险之前，你最好先赢得下属的尊敬！
- 永生的秘密：重新發現綠島上的巫妖王們所知道的秘密。他們知道永生的秘密，那你又為何不能呢？
- 火焰權杖：这个战役讲述了圣火权杖的故事。火焰权杖在战役“继位者”中提到过，是韦诺王国的信物。
- 黑眼之子：伟大的兽人领袖黑眼卡伦的儿子团结其他部落，与自私的人类作斗争。
- 韋諾的崛起：这个战役是关于海德瑞克王子如何建立韦诺王国的。他带领他的人民逃脱绿岛，还要面对巫妖王的威胁。
- 命運之風：當摩洛格曾經豐富的狩獵場下沉到海底時，因飢餓而流離失所的龍族和那些仍然光榮的龍族之間的戰爭迫在眉睫。然而，命運之風可能正在改變，因為受到遼闊遙遠土地傳說的啟發，一群初出茅廬的獵人準備帶領他們的同類踏上拯救之旅。
- 北方復興：人们为了争取自由，反抗残暴的统治者，与兽人作斗争，重新回复北方大地的辉煌。
- 烈日當空：这个战役发生在韦诺遥远的将来，森林枯死在驕日烈阳之下，精灵们迁徙并且习惯了沙漠生活。却有一天，流星从天空落下摧毁了他们的家園。匆匆上任的领导者卡勒带着同胞走出沙漠，寻找家園。该战役设计在游戏结构上修改的内容较多，增添了很多RPG的要素

旧版战役
- 黑暗部落（The Dark Hordes）：这个战役是关于一个被放逐的亡灵法师。他在旅途中寻找Crelanu之书。
- 兽人入侵：这是一个初学者级别的战役。保卫精灵的森林，对抗首次踏上韦诺大陆的兽人。在战斗中你能学到很多宝贵的战术。

## 多人游戏
《韦诺之战》内置游戏大厅浏览功能，可以加入官方服务器或者其他服务器与其他玩家协作或战斗。很多游戏使用不同于《韦诺之战》的时代，相当于自定义的背景和种族规则。

## 地图编辑器

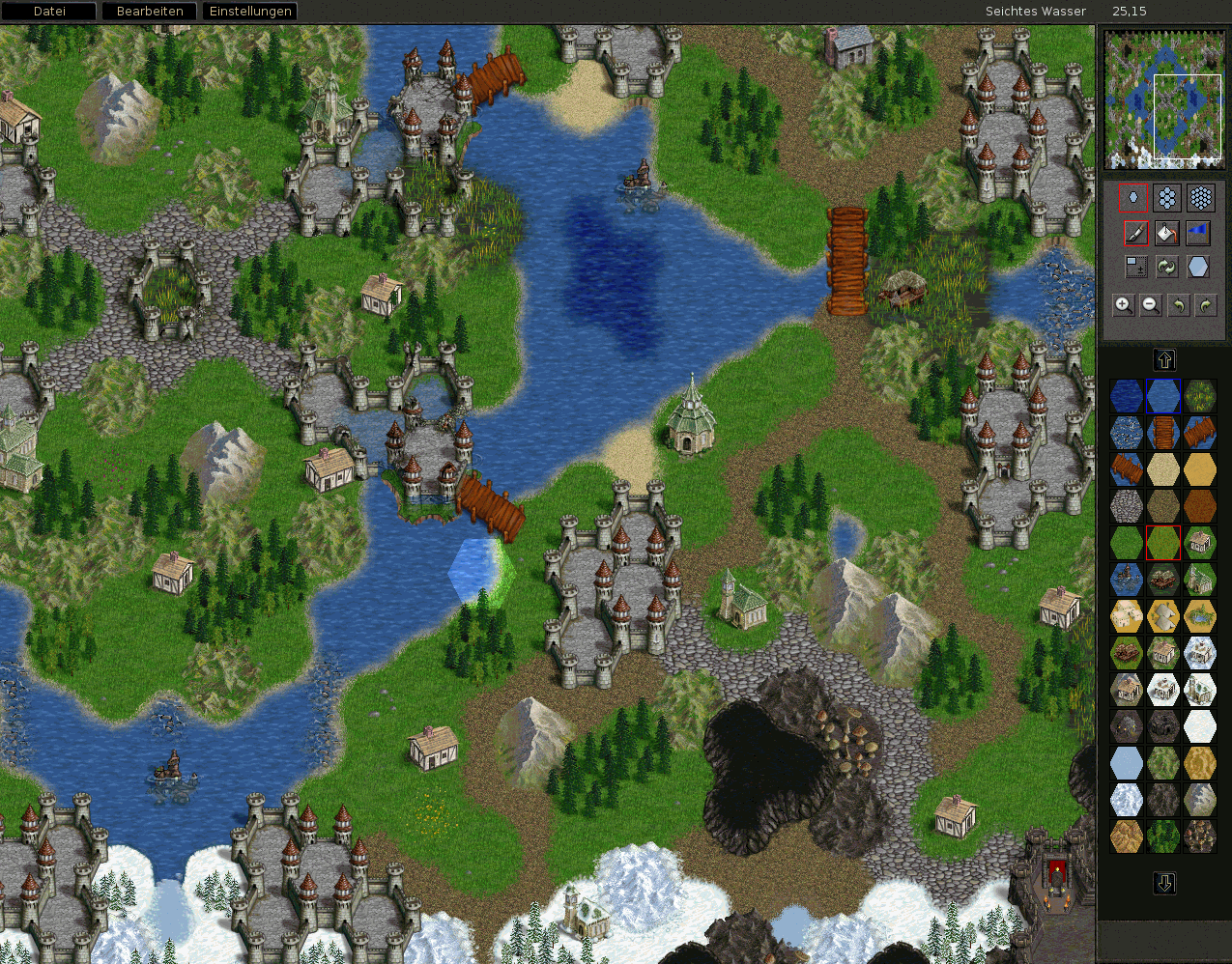
韦诺之战的地图编辑器

通过地图编辑器，玩家可以轻松地创建一幅独特的地图，添加隐藏要素则需要WML语言辅助。

## 发展
《韦诺之战》使用C++和SDL编写，它是跨平台的，可以编译运行在Amiga OS 4，BeOS，FreeBSD，Linux（包括运行在手持设备上的），OS X，Morphos，NetBSD，OpenBSD，RISC OS，Solaris以及Microsoft Windows上。
《韦诺之战》的发展在相当程度上受益自由和开放的性质。与游戏捆绑的官方战役也是社区创造的内容，这与专有游戏软件用户的生成内容（如MOD）有所不同，后者通常不纳入游戏的官方版本。《韦诺之战》的论坛和wiki都用来组织开发新的战役、场景或时代，还包括新的单位和插图。游戏支持从中心服务器下载新的组件。官方服务器上的附加内容必须使用和游戏本身一样的GNU通用公共许可证授权。
即使不计算额外社区内容，官方记录的贡献者也已超过500人（2009年5月）。本游戏的开发者还包括一些在自由软件界众所周知的作者，就像开放源代码促进会的共同创始人埃里克·雷蒙和Linux内核开发者Rusty Russell。

## 版本
2003年6月，David White发布了《韦诺之战》的首个版本0.1。2005年10月，《韦诺之战》发布了里程碑版本1.0。
截至2014年10月，《韦诺之战》已经拥有54种语言：1种语言（越南语）已翻译完毕，53种语言处于翻译状态。用户可以随时下载最新版本，使用SVN获取源代码自行编译，还可以自行修改游戏源代码以适应自己的需要。

## 音乐
《韦诺之战》的音乐大多属于古典音乐风格，贴近于故事背景。